# كفار أبيب
كفار أبيب (بالعبرية: כְּפַר אָבִיב‏). والتي تعني بالعربية قرية الربيع هي موشاف (قرية زراعية) في المنطقة الوسطى من إسرائيل، بالقرب من أسدود. وهي تابعة للمجلس الإقليمي غيديروت . في 2019 كان عدد سكانها 822 .

## تاريخ
تأسست كفار أبيب عام 1952 على يد الوكالة اليهودية على أراضي قرية يبنا الفلسطينية. وكان الهدف من المستوطنة استيعاب المهاجرين واللاجئين اليهود من مصر. كان اسمها الأصلي كفار هايور ( (بالعبرية: כפר היאור‏). قرية النيل). أُطلق اسم "كفار أبيب" على إشارة إلى خروج اليهود من مصر في الربيع حسب ما هو مذكور في التوراة (خروج 34: 18). ومع مرور الوقت، استوعبت القرية عائلات من بولندا.
وتبلغ مساحة الأراضي المستخدمة للزراعة حوالي 2000 دونم. معظم سكان القرية يعملون في أماكن أخرى.